# Kweekschool voor onderwijzers
De (rijks)kweekschool voor onderwijzers, kortweg de kweekschool, was een Nederlandse opleiding tot onderwijzer aan een lagere school (1795-1968). De eerste kweekschool werd in 1795 opgericht in Haarlem door de Maatschappij tot Nut van 't Algemeen.
Op de kweekschool volgden de kwekelingen theoretische vakken om hun vakkennis te vergroten (zoals lessen geschiedenis, aardrijkskunde, muziek en tekenen). Hiernaast konden zij praktijkervaring opdoen aan een lagere school die aan de kweekschool verbonden was.
In 1816 werd de kweekschool in Haarlem omgevormd tot de eerste rijkskweekschool. In 1968 veranderden de kweekscholen in de pedagogische academie (PA) en in 1985 ging deze op in de pabo.

## Verschil tussen kweekscholen en normaalscholen

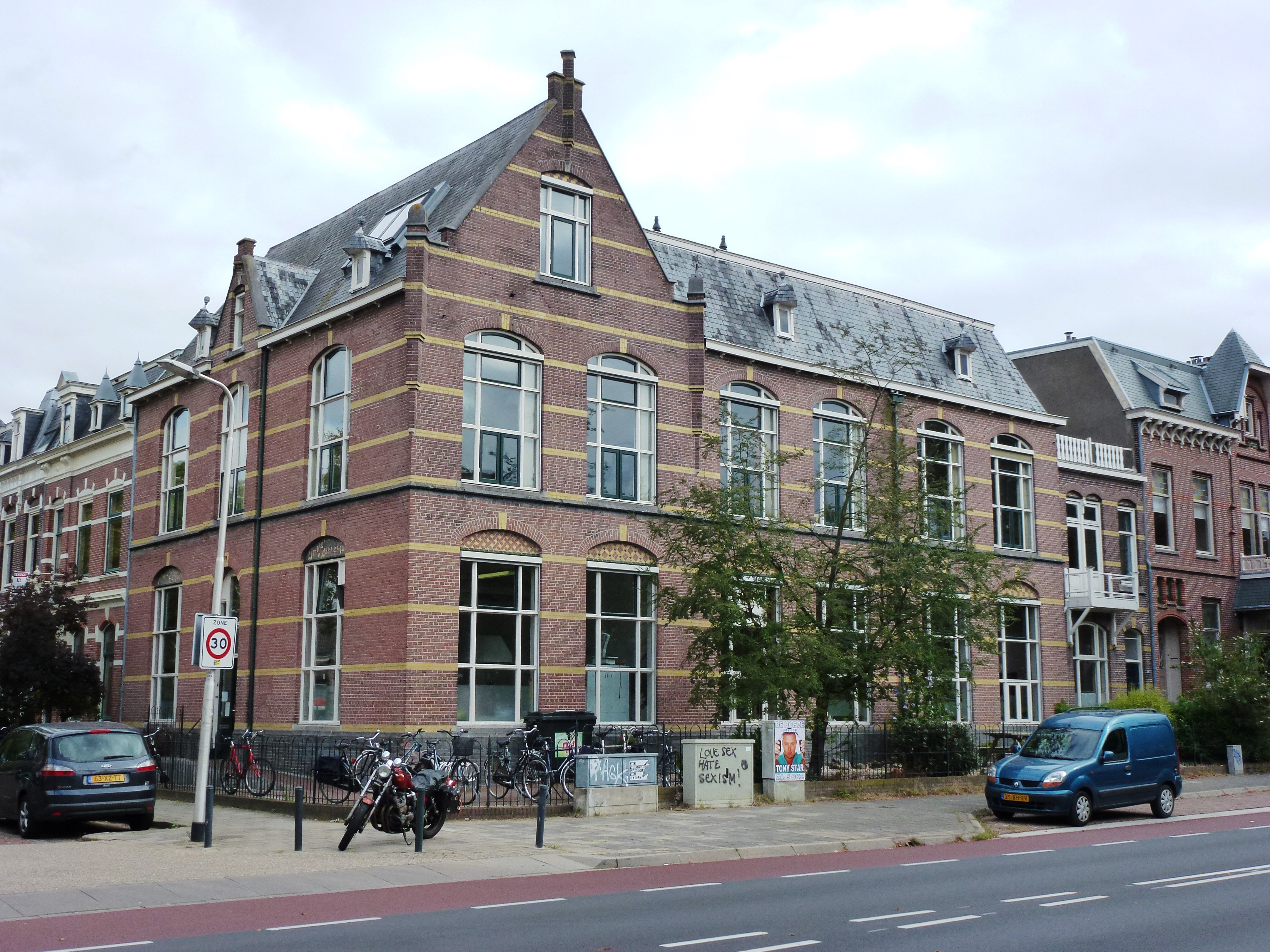
Kweekschool Nijmegen.

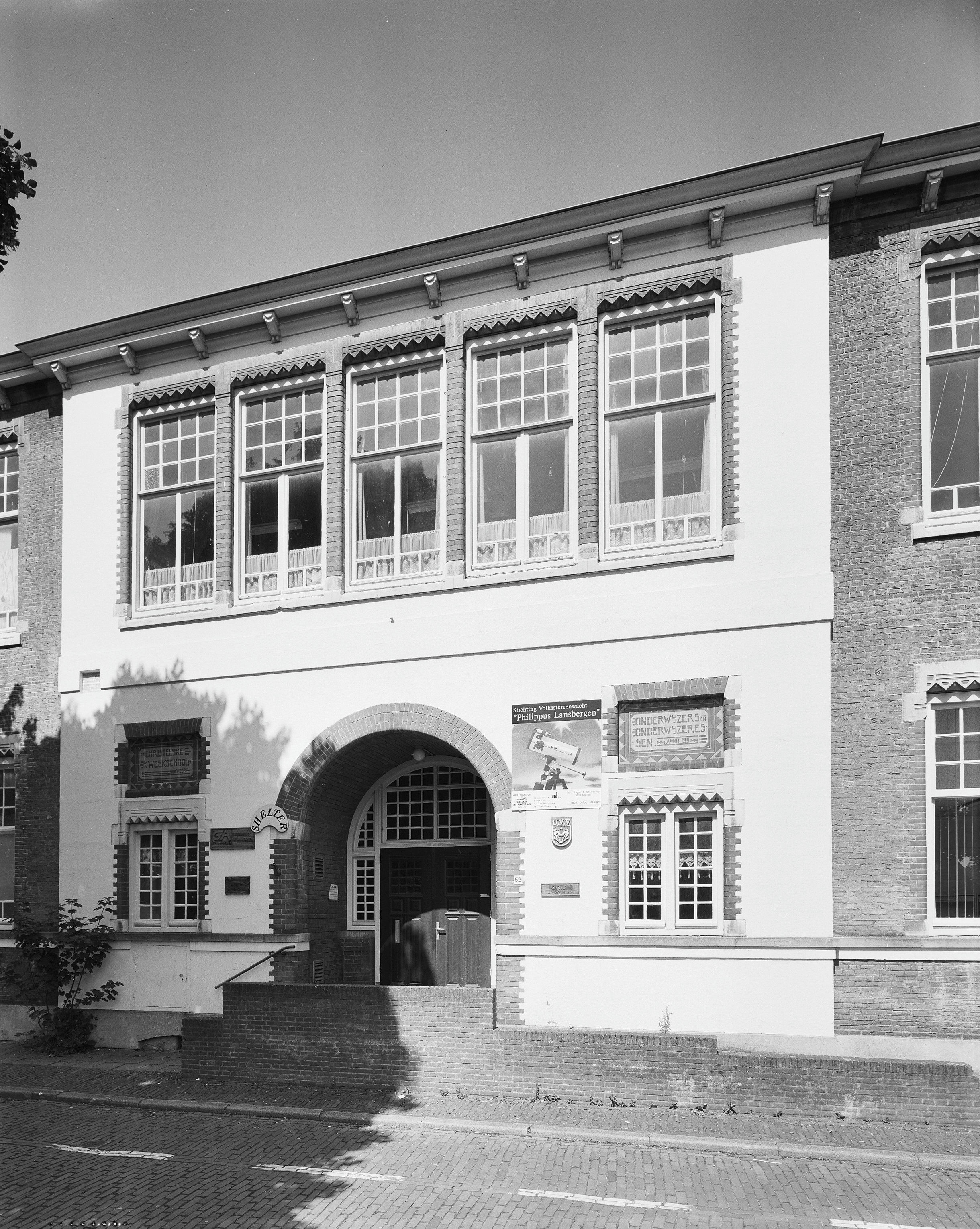
Christelijke kweekschool Middelburg.

Voor het ontstaan van kweekscholen leerden schoolmeesters het lesgeven in de praktijk, zonder specifieke vooropleiding. Dorpsscholen waren vaak verbonden aan de plaatselijke parochiekerk en de schoolmeester was vaak de koster van deze kerk. Dorpsscholen kwamen vanaf de late Middeleeuwen gewoonlijk voort uit de kerk; het vierde Concilie van Lateranen (1215) had bepaald dat bij elke parochiekerk een school moest worden opgericht. De lessen beperkten zich gewoonlijk tot lezen, schrijven en godsdienstonderricht.
Met de kweekscholen ontstond er rond 1800 meerjarig dagonderwijs om kwekelingen in het vak van onderwijzer te bekwamen, waarbij ze uiteenlopende vakken volgden bij meerdere vakdocenten.
Vanaf de Franse tijd (rond 1800) werden er in de Nederlanden echter ook normaalscholen opgericht (naar het Franse voorbeeld de École normale primaire). Deze kwekelingen werkten overdag op een lagere school (waardoor ze meteen in hun levensonderhoud konden voorzien) en kregen in de avonduren en op zaterdag les, gewoonlijk van het hoofd der school. De kwekelingen konden na verloop van tijd examens doen en aktes halen.
Deze aanpak, meteen gaan werken in de praktijk, aangevuld met avondonderwijs en zelfstudie, bleef tot het begin van de twintigste eeuw bestaan, naast de kweekscholen (die juist dagonderwijs boden). Deze normaalscholen waren over het hele land verspreid, terwijl er aanvankelijk maar een beperkt aantal kweekscholen was. In de L.O.-wet van De Visser van 1920 werd bepaald dat de normaalscholen werden opgeheven (voor 1936) en dat opleiding tot schoolonderwijzer enkel op de kweekschool plaats zou vinden.

## Achtergrond
De opkomst van de kweekscholen vanaf 1795 vond plaats tegen een achtergrond van grote veranderingen in het denken over onderwijs. De Maatschappij tot Nut van 't Algemeen droeg nieuwe idealen over onderwijs uit, die waren ontstaan ten tijde van de Verlichting: elk kind had recht op onderwijs; dat moest niet door religieuze instellingen worden verzorgd maar door de staat; en door goed onderwijs zou een kind zich kunnen ontwikkelen tot een beschaafde en deugdzame burger.
Met de vorming van de Bataafse Republiek (1795–1801) waren de Nederlanden daarbij voor het eerst een eenheidsstaat met een regering in Den Haag, waardoor er nu landelijk richtlijnen konden worden vastgesteld voor de kwaliteit van het onderwijs en van de onderwijzers.
Aan het begin van de negentiende eeuw vaardigde de regering een aantal onderwijswetten uit (1801, 1803 en 1806), waarin verschillende aanbevelingen van 't Nut waren overgenomen. Hierin werd onder meer vastgelegd dat er klassikaal les moest worden gegeven, dat onderwijzers een bevoegdheid moesten hebben om voor de klas te staan, en dat een landelijke inspectie toezicht zou houden.
Vanaf 1806 moesten de kwekelingen een onderwijzersakte halen. Deze bestond uit vier rangen (waarvan de "1e rang" de hoogste was). In 1857 werd dit vervangen door twee onderwijsakten: de hulpakte en de hoofdakte.

## Kweekscholen

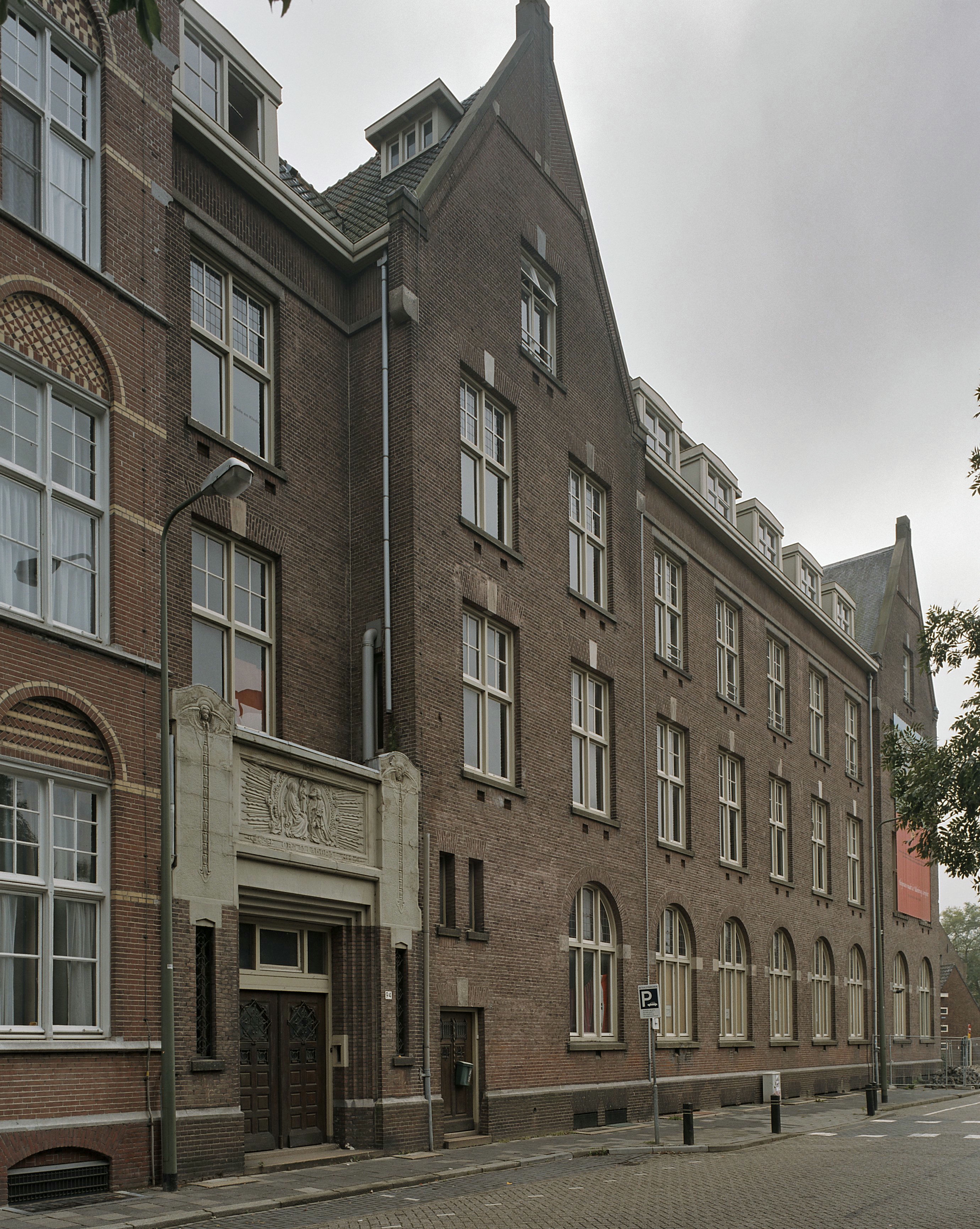
Kweekschool 's-Hertogenbosch.

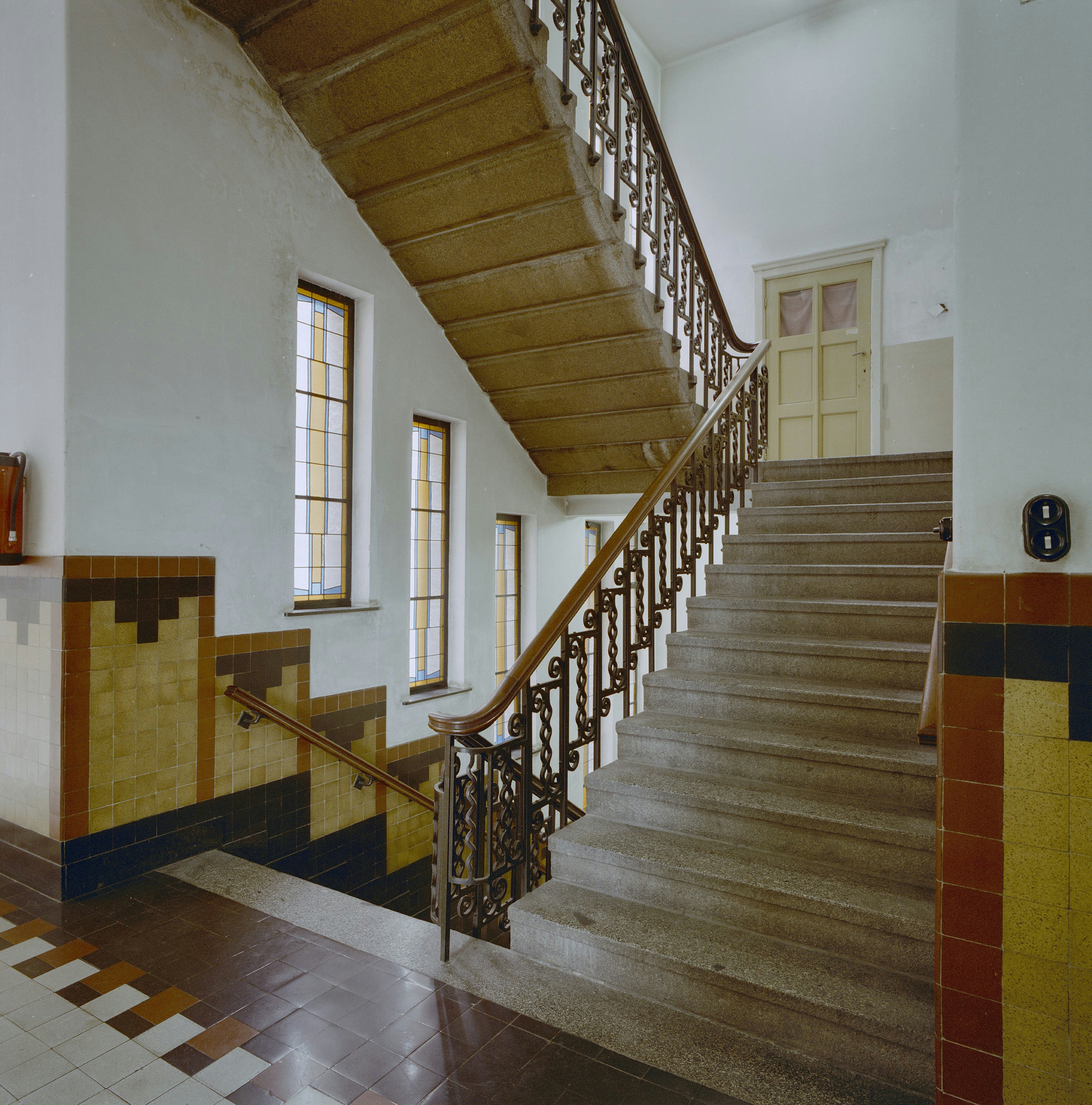
Trappenhuis kweekschool 's-Hertogenbosch.

Al voor de eerste schoolwet van 1801 had 't Nut kweekscholen opgericht, in Haarlem (1795), Amsterdam (1796), Groningen (1797) en Leiden. Hiermee ontstond een meerjarige vakopleiding voor onderwijzers, waar kwekelingen theoretische vakken volgden om vakkennis op te doen. Binnen deze dagopleiding deden ze praktijkervaring op aan een lagere school die aan de kweekschool verbonden was.
In de benaming 'kweekschool' is het woorddeel 'kweken' bedoeld in de etymologische betekenis van 'opvoeden, opleiden'. 'Kweekschool' is dus simpelweg een ander woord voor 'opleidingsschool' en een 'kwekeling' duidt iemand aan die nog in opleiding is.
De eerste kweekschool in Haarlem (enkel voor jongens) begon in 1795 met 8 leerlingen. In Groningen waren er in 1812, na 15 jaar, 28 kwekelingen opgeleid. Er werd les gegeven in geschiedenis, aardrijkskunde, natuurlijke historie, tekenen, zedenleer, lezen (klankmethode), denkend lezen, hoofdrekenen en handenarbeid (zoals breien, naaien en nettenknopen).
In 1816 kwam in Haarlem de eerste rijkskweekschool voor de Nutskweekschool in de plaats (aanvankelijk enkel voor jongens). Directeur was P.J. Prinsen (die eveneens directeur van de Nutskweekschool was geweest). Pas in 1861 kwamen er nog twee rijkskweekscholen bij, in Groningen (in plaats van de Nutskweekschool) en Den Bosch. Met de rijkskweekscholen kreeg de overheid een actieve rol in de opleiding van onderwijzers. De kwekelingen kregen vier jaar lang een rijksbeurs om in hun levensonderhoud te voorzien.
In de jaren erna werden er op meer plaatsen in Nederland kweekscholen opgericht, waaronder Haarlem (1870, voor onderwijzeressen), Middelburg (1876), Deventer (1876; va. 1924 ook voor onderwijzeressen), Maastricht (1880), Apeldoorn (voor onderwijzeressen, 1896), Utrecht, Hilversum, Arnhem, Meppel, Breda, Gorinchem, Amersfoort, Appingedam, Heerenveen en Leeuwarden.
De eerste christelijke kweekscholen werden vanaf halverwege de negentiende eeuw opgericht (meestal gemengd), in: Nijmegen (1846), Zetten (alleen voor meisjes, 1864), Doetinchem (1878), Amsterdam (1885) en Den Haag (1886).

## Bekende leraren
Bekende leraren en leraressen aan de kweekschool waren onder anderen:
- Berend Brugsma, directeur kweekschool Groningen (va. 1861), schrijver schoolboeken en pedagogische werken
- Mattheus Bernard Hoogeveen, directeur kweekschool Leiden (tot 1922), bedenker van het "leesplankje van Hoogeveen"
- Hendrik Heukels, schrijver van floraboeken en plantennamenwoordenboek
- Johan van Hulst, directeur kweekschool Amsterdam, schrijver, politicus en verzetsman
- Mathijs Jacobus Koenen, schrijver van schoolboeken en het "Koenen" woordenboek
- Renske Nieweg, muziekdocente aan de kweekschool Amersfoort (1943-1976), muziekpedagoge
- Pieter Johannes Prinsen, directeur kweekschool Haarlem (1817-1854), schrijver van schoolboeken en leesmethode
- Johannes Worp, muziekleraar aan de Rijkskweekschool Groningen (va. 1861), componist

Enkele voorbeelden van bekende oud-leerlingen van de kweekschool:
- Clara Asscher-Pinkhof, schrijfster en kinderboekenschrijfster
- Nel Benschop, dichteres
- Klaas de Boer, samensteller van de liedbundel Kun je nog zingen
- Willem Brandt, schrijver, dichter
- Cor Bruijn, schrijver van kinderboeken en streekromans (onder andere Sil de strandjutter)
- Herman Broekhuizen, maker radioprogramma Kleutertje luister, kinderliedjesschrijver
- Hendrikus Colijn, minister
- Willem Gehrels, ontwikkelaar lesmethode zangonderwijs ("Gehrels-methode")
- Jacob Israël de Haan, auteur, dichter, verzetsman in Palestina
- Bert Haanstra, filmregisseur
- Han G. Hoekstra, dichter, kinderdichter
- Heine Keuning, liedjesschrijver van Friestalige liedjes en politicus
- Marie Koenen, schrijfster van onder andere streekromans
- Clare Lennart, schrijfster, kinderboekenschrijfster en vertaalster
- Antonie Pieck, schrijver en kinderboekenschrijver
- Leonard Roggeveen, kinderboekenschrijver, redacteur van jeugdtijdschriften
- Roelof Schuiling, schrijver (atlassen, aardrijkskunde)
- Gerhard Willem Spitzen (of Geert Teis Pzn.), Groningse dichter, schrijver en tekstdichter
- Piet Tiggers, samensteller van onder andere het liedboek Nederlands Volkslied
- Theo Thijssen, schrijver (onder andere Kees de jongen) en politicus
- Hindericus Scheepstra, kinderboekenschrijver (onder andere Ot en Sien)
- Jan Veldkamp, samensteller van onder andere de liedbundel Kun je nog zingen
- Jacques Vriens, kinderboekenschrijver
- Suze Groeneweg, eerste vrouwelijk lid Tweede Kamer